# Bekau
Die Bekau ist ein nördlicher (rechter) Nebenfluss der Stör im schleswig-holsteinischen Kreis Steinburg in Deutschland.
Sie ist mit rund 26 Kilometer Länge der längste Nebenfluss der Stör, sofern man nicht die Längen von Bramau und Osterau zusammenrechnet.

## Verlauf
Die Bekau entspringt nahe Christinenthal. Von dort fließt sie in südlicher Richtung nach Looft, macht einen Bogen nach Westen und fließt dann nach Süden zwischen Dragerborn und Drage hindurch, in südwestlicher Richtung an der ehemaligen Kaaksburg vorbei und unterquert die Bundesautobahn 23. In südwestlicher Richtung fließt sie weiter an Eversdorf vorbei nach Krummendiek, von wo sie in südöstlicher Richtung durch Bekdorf fließt und schließlich bei Bekmünde und Flusskilometer 60 in die Stör mündet. Der Verlauf unterhalb von Bekmünde ist begradigt; ursprünglich mäanderte die Bekau im Süden um Bekmünde herum und mündete einen halben Kilometer weiter östlich in die Stör.
Die Bekau war früher bis mindestens zur Kaaksburg – hier auch Kaakser Au genannt – schiffbar und bis zu ihrer Eindeichung bis dorthin von den Gezeiten beeinflusst. Heute ist sie insbesondere durch das Hauptschöpfwerk Bekmünde reguliert. Der Wasserstand wurde ehemals durch zwei Schleusen reguliert; das Wappen von Bekmünde weist heute noch darauf hin.
Die Bekau ist ein kiesgeprägter Tieflandfluss. Wichtige Nebenbäche sind die Mühlenau sowie der Ottenbütteler Mühlenbach. Ihr Einzugsgebiet umfasst ca. 14.741 Hektar.

## Bilder

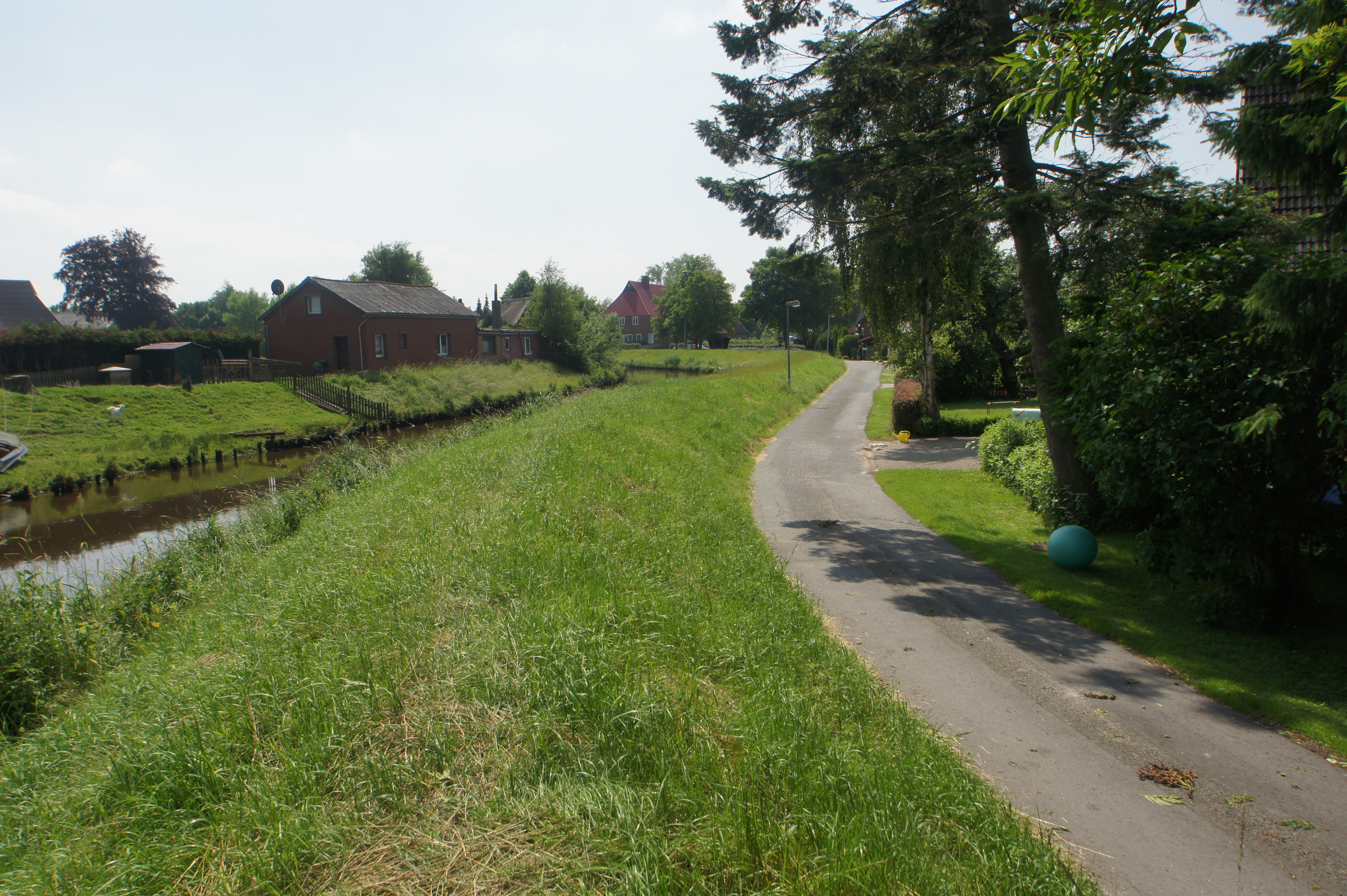
Die Bekau in Bekdorf
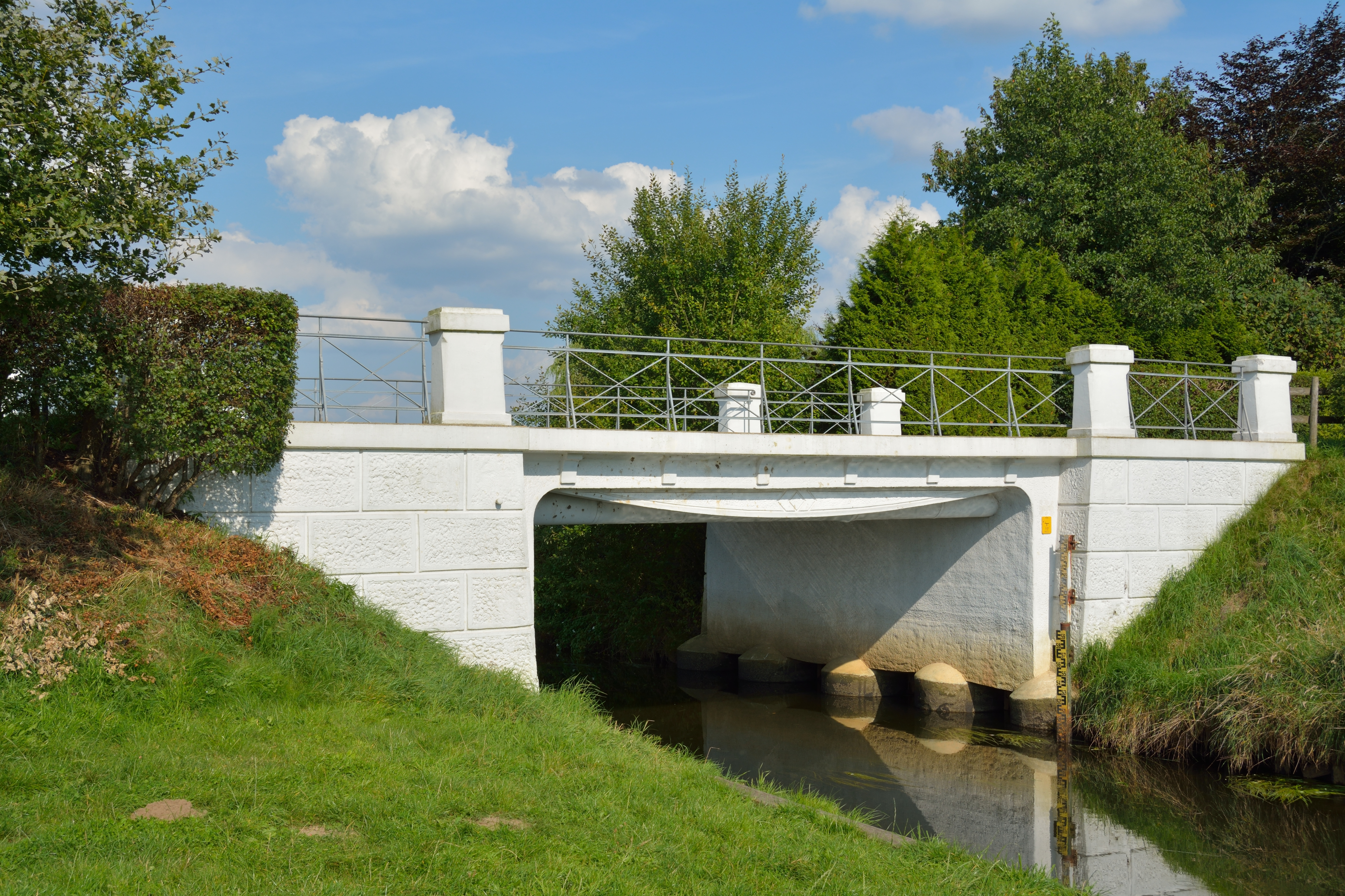
Die Fischbauchbrücke in Eversdorf
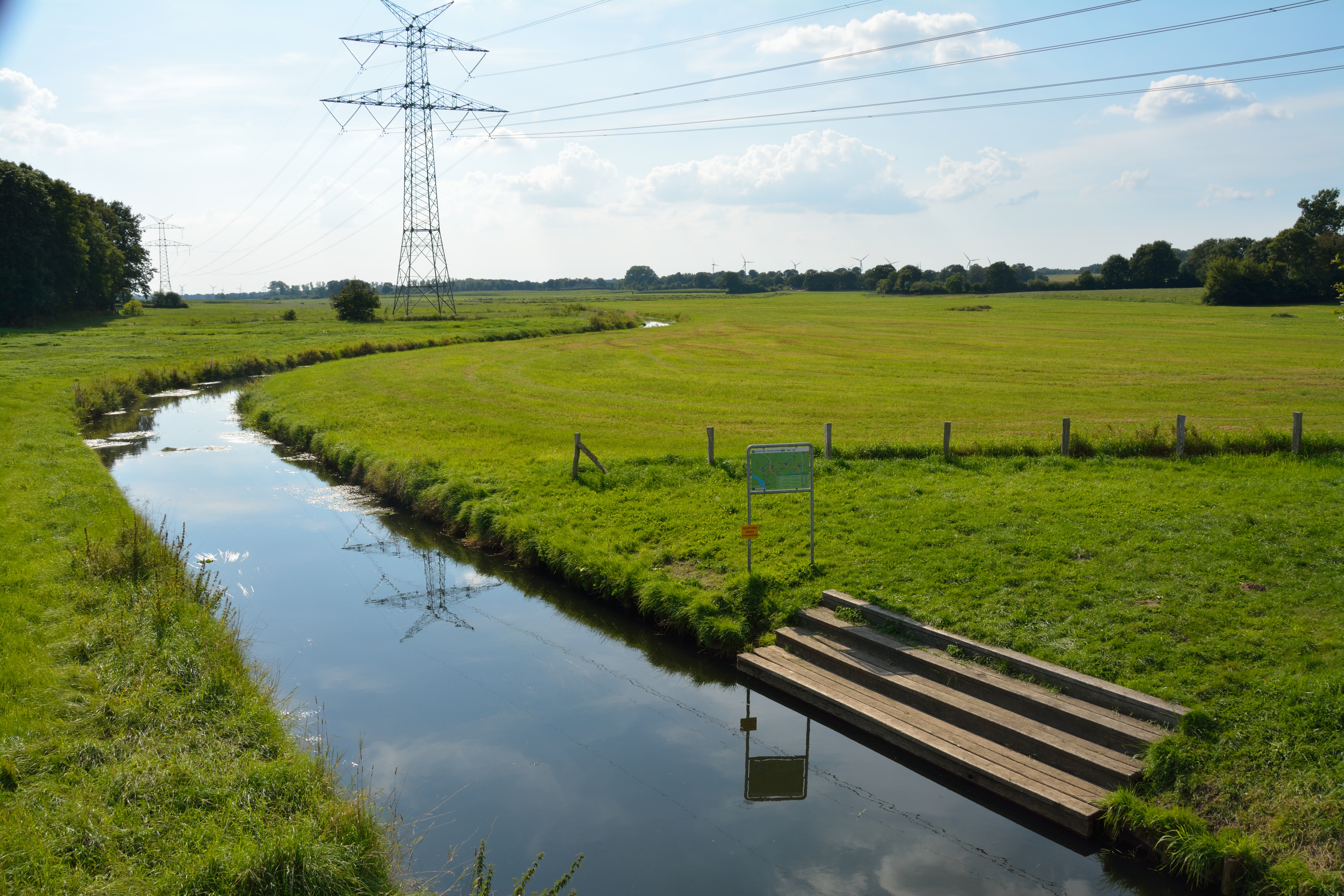
Kanuanlegestelle in Eversdorf, Teil des Holsteiner Auenlandes
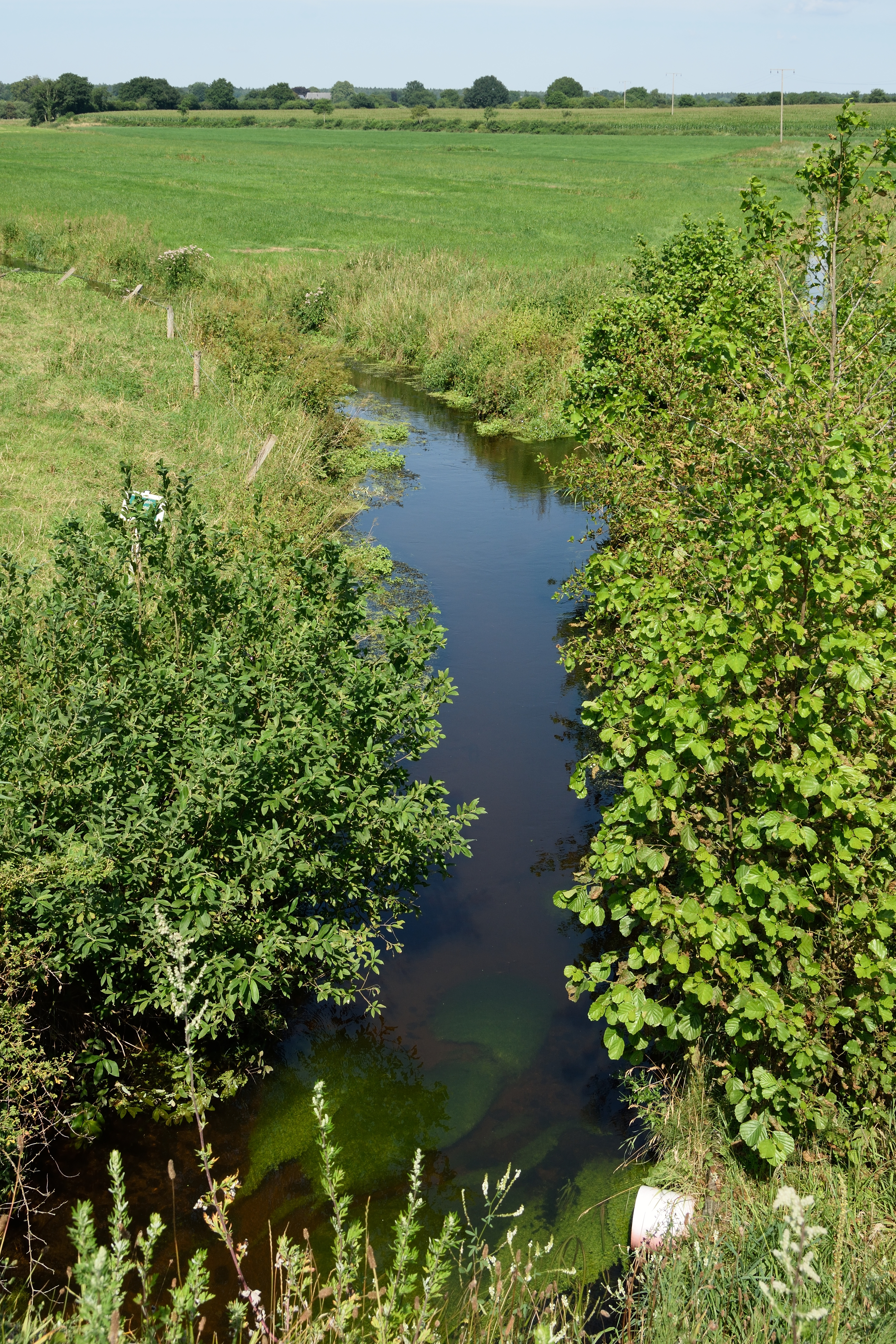
Bekau in Drage, rechts oben der Zufluss Rolloher Bek